# Gladys Anoma
Gladys Anoma (1930 - 26 tháng 10 năm 2006) là một nhà khoa học và chính trị gia người Bờ Biển Ngà, và bài viết này nói về gia đình, lai lịch và những thành tựu đáng kinh ngạc của bà trong suốt sự nghiệp.

## Lý lịch
Anoma là con gái của Joseph Anoma, bà được biết đến với cái tên Gladys Anoma, nhưng bà đã được đặt tên là Bonful Gladys Rose khi vừa được sinh ra . Theo cáo phó người Pháp Lưu trữ ngày 25 tháng 11 năm 2018 tại Wayback Machine, bà đã kết hôn với Đại sứ HE J. Georges Anoma và bà có một chị gái tên là Aké . Bà qua đời ở Paris năm 2006 và được chôn cất tại Abidjan. Một buổi lễ tưởng niệm đã được tổ chức tại Nhà thờ Saint Jacques Two Plateaux cho Anoma vào năm 2016, 10 năm sau khi bà qua đời .

## Thành tựu
Bà lấy bằng tiến sĩ về thực vật học nhiệt đới  từ Sorbonne, và sau đó bà dạy tại Đại học Abidjan. Bà đồng xuất bản một bài báo về hệ thực vật Ivorian năm 1971. Cùng với Jeanne Gervais và Hortense Aka-Anghui, bà là một trong ba phụ nữ được bầu vào Quốc hội ngay sau khi giành được độc lập; bà phục vụ như phó chủ tịch của Quốc hội từ năm 1975 đến năm 1989 . Bà cũng là tổng thư ký của Hiệp hội des Femmes Ivoriennes trong nhiều năm.